# أميمة الخليل
أميمة الخليل (1 مايو 1966 -) هي مغنية لبنانية.

## حياتها ونشاتها
مواليد قرية الفاكهه في بعلبك-البقاع، ترعرعت في عائلة محبة للفن وبدأت حياتها المهنية كمغنية في الـ 12 من العمر ويرافقها والدها على آلة العود، ثم انتقلت إلى بيروت حيث تم اكتشافها في الغناء، ودرست هناك الموسيقى النظرية والتقنيات الصوتية.
متزوجة من الملحن وعازف الأرغن هاني سبليني.

## المسيرة الفنية
التقت بالفنان مارسيل خليفة الذي انتبه إلى قدراتها الصوتية فضمّها إلى فرقة الميادين. أظهرت أميمة مستوى عال من الكفاءة المهنية، وقدّمت إلى جانب مارسيل الأغاني الملتزمة، «نامي يا صغيرة»، «عصفور طل من الشباك»، «تكبّر تكبّر»، «مررت أمسِ على الديار»، «شدي عليك الجرح وانتصبي»، «يا بوليس الإشارة»، «شوارع بيروت» و«أحمد العربي» وصولاً إلى«قلت بكتب لك» و«الكمنجات». وقد ارتبط اسمها بـمارسيل خليفة وانتقلت معه عبر مختلف دول العالم لأكثر من 27 عاما لإقامة الحفلات والجولات الموسيقية. ابتدأت أميمة مسيرتها الفنية الفردية في عام 1994 عبر ألبومها (خليني غنيلك)، ويصل عدد الألبومات التي أصدرتها إلى 7 ألبومات.

## الألبومات
- ألبوم (خليني غنيلك) 1994.
- ألبوم (مزاج) 2000.
- ألبوم (بكتبلك) 2001.
- ألبوم (يا) 2011.
- ألبوم (زمان) 2013.
- ألبوم (مطر) 2014.
-ألبوم (صوت)2019

## وصلات خارجية
- روافد: مقابلة توثيقية مع أميمة الخليل «الجزء الأول». العربية نت
- روافد: مقابلة توثيقية مع أميمة الخليل «الجزء الثاني». العربية نت